# Arcenant
Arcenant est une commune française située dans le département de la Côte-d'Or, en région Bourgogne-Franche-Comté. Comptant plus de 500 habitants, elle est détentrice du label « Site Clunisien ».

## Géographie
Située dans les Hautes-Côtes de Nuits, entre Dijon et Beaune, Arcenant se trouve à 9 km à l'ouest de Nuits-Saint-Georges et à 16 km au nord de Beaune.

### Communes limitrophes
| Détain-et-Bruant | Chevannes |                  |
|                  | Arcenant  | Meuilley         |
| Fussey           |           | Marey-lès-Fussey |

### Climat
Pour des articles plus généraux, voir Climat de la Bourgogne-Franche-Comté et Climat de la Côte-d'Or.
En 2010, le climat de la commune est de type climat des marges montargnardes, selon une étude du Centre national de la recherche scientifique s'appuyant sur une série de données couvrant la période 1971-2000. En 2020, Météo-France publie une typologie des climats de la France métropolitaine dans laquelle la commune est exposée à un climat océanique altéré et est dans la région climatique Bourgogne, vallée de la Saône, caractérisée par un bon ensoleillement (1 900 h/an), un été chaud (18,5 °C), un air sec au printemps et en été et des vents faibles.
Pour la période 1971-2000, la température annuelle moyenne est de 10,4 °C, avec une amplitude thermique annuelle de 17,2 °C. Le cumul annuel moyen de précipitations est de 874 mm, avec 11,9 jours de précipitations en janvier et 8,4 jours en juillet. Pour la période 1991-2020, la température moyenne annuelle observée sur la station météorologique de Météo-France la plus proche, « Savigny Les Bea », sur la commune de Savigny-lès-Beaune à 9 km à vol d'oiseau, est de 11,9 °C et le cumul annuel moyen de précipitations est de 752,9 mm,. Pour l'avenir, les paramètres climatiques de la commune estimés pour 2050 selon différents scénarios d'émission de gaz à effet de serre sont consultables sur un site dédié publié par Météo-France en novembre 2022.

## Urbanisme

### Typologie
Au 1er janvier 2024, Arcenant est catégorisée commune rurale à habitat dispersé, selon la nouvelle grille communale de densité à 7 niveaux définie par l'Insee en 2022.
Elle est située hors unité urbaine. Par ailleurs la commune fait partie de l'aire d'attraction de Dijon, dont elle est une commune de la couronne,. Cette aire, qui regroupe 333 communes, est catégorisée dans les aires de 200 000 à moins de 700 000 habitants,.

### Occupation des sols
L'occupation des sols de la commune, telle qu'elle ressort de la base de données européenne d’occupation biophysique des sols Corine Land Cover (CLC), est marquée par l'importance des forêts et milieux semi-naturels (65,5 % en 2018), une proportion identique à celle de 1990 (65,5 %). La répartition détaillée en 2018 est la suivante : forêts (62,7 %), terres arables (13,7 %), cultures permanentes (13,1 %), zones agricoles hétérogènes (4,9 %), zones urbanisées (2,7 %), milieux à végétation arbustive et/ou herbacée (2,7 %), prairies (0,1 %). L'évolution de l’occupation des sols de la commune et de ses infrastructures peut être observée sur les différentes représentations cartographiques du territoire : la carte de Cassini (XVIIIe siècle), la carte d'état-major (1820-1866) et les cartes ou photos aériennes de l'IGN pour la période actuelle (1950 à aujourd'hui).

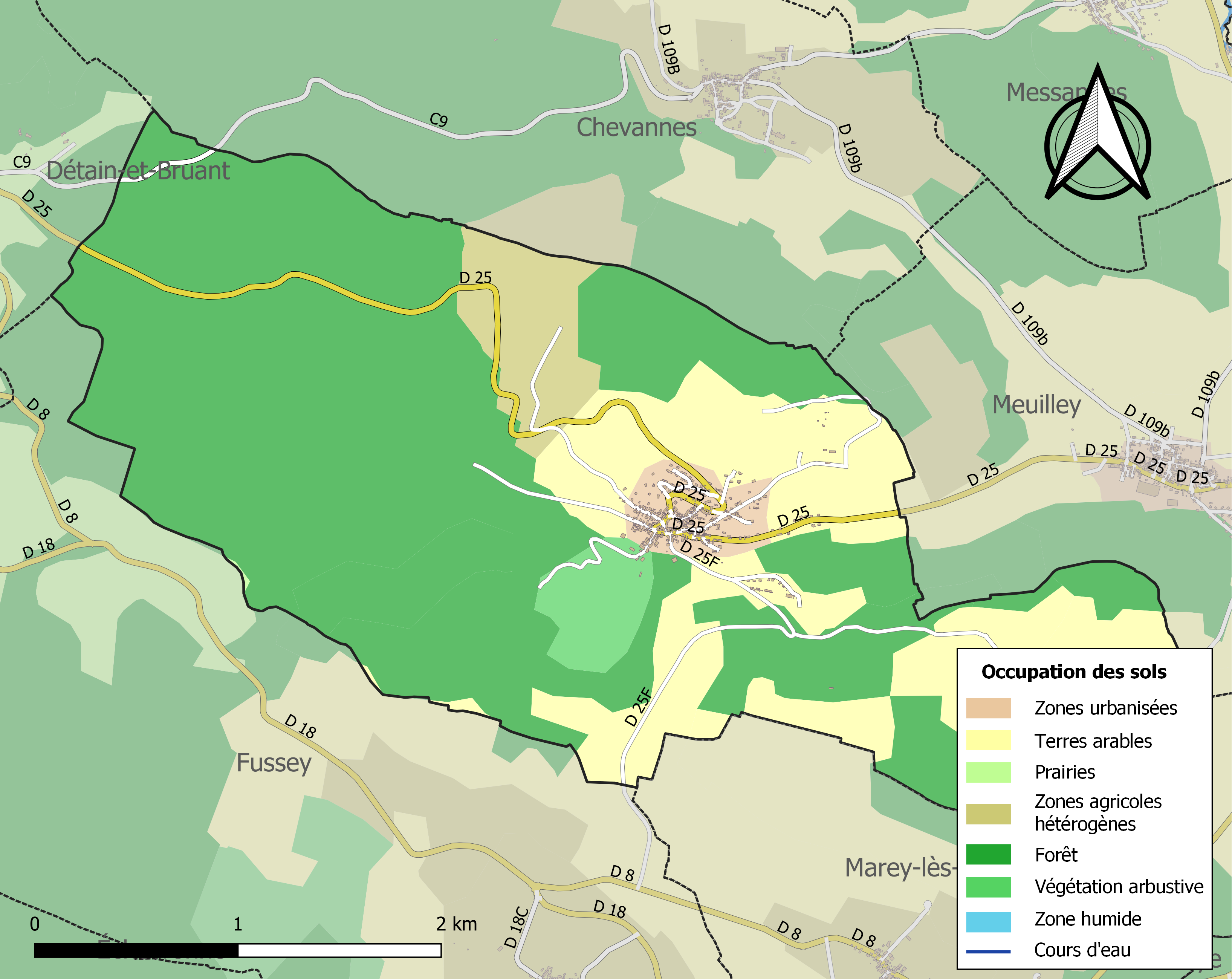
Carte des infrastructures et de l'occupation des sols de la commune en 2018 (CLC).

## Toponymie
De son premier nom Arcegnanum, cité dans l'histoire de Saint-Martin d'Autun, on estime que « Arce » désignerait l'ancien nom du Raccordon, et que Nan, dans le vocabulaire gaulois, définirait une source, une rivière. Cette hypothèse est fort probable car il existe des vestiges gallo-romains dans la forêt communale.

## Histoire
Le 15 juin 1944, des troupes allemandes auxquelles se sont joints des hommes de la milice française attaquent une centaine de maquisards retranchés au lieu-dit la Grotte. Les combats se soldent par trente-neuf morts du côté des assaillants, et six du côté des maquisards, plus quatre blessés. Les six morts ont pour noms Serge Boillereau, Ferruccio Borillo, Louis Evrard, Jean Fiorese, Jean Poulet et André Rebill. Ce fait d'armes continue à être célébré chaque année sur les lieux-mêmes des combats.

## Politique et administration
| Période                                  | Période  | Identité          | Étiquette | Qualité |
| ---------------------------------------- | -------- | ----------------- | --------- | ------- |
| avant 1988                               | ?        | Abel Clémencet    |           |         |
| mars 2001                                | En cours | Jean-Paul Sérafin |           |         |
| Les données manquantes sont à compléter. |          |                   |           |         |

## Démographie
L'évolution du nombre d'habitants est connue à travers les recensements de la population effectués dans la commune depuis 1793. Pour les communes de moins de 10 000 habitants, une enquête de recensement portant sur toute la population est réalisée tous les cinq ans, les populations de référence des années intermédiaires étant quant à elles estimées par interpolation ou extrapolation. Pour la commune, le premier recensement exhaustif entrant dans le cadre du nouveau dispositif a été réalisé en 2008.

En 2022, la commune comptait 510 habitants, en stagnation par rapport à 2016 (Côte-d'Or : +0,82 %, France hors Mayotte : +2,11 %).
| 1793 | 1800 | 1806 | 1821 | 1831 | 1836 | 1841 | 1846 | 1851 |
| ---- | ---- | ---- | ---- | ---- | ---- | ---- | ---- | ---- |
| 380  | 392  | 430  | 420  | 491  | 542  | 547  | 549  | 559  |

| 1856 | 1861 | 1866 | 1872 | 1876 | 1881 | 1886 | 1891 | 1896 |
| ---- | ---- | ---- | ---- | ---- | ---- | ---- | ---- | ---- |
| 563  | 560  | 588  | 545  | 552  | 557  | 539  | 484  | 440  |

| 1901 | 1906 | 1911 | 1921 | 1926 | 1931 | 1936 | 1946 | 1954 |
| ---- | ---- | ---- | ---- | ---- | ---- | ---- | ---- | ---- |
| 445  | 416  | 378  | 305  | 318  | 301  | 270  | 278  | 271  |

| 1962 | 1968 | 1975 | 1982 | 1990 | 1999 | 2006 | 2008 | 2013 |
| ---- | ---- | ---- | ---- | ---- | ---- | ---- | ---- | ---- |
| 260  | 271  | 233  | 257  | 414  | 451  | 474  | 481  | 514  |

| 2018 | 2022 | - | - | - | - | - | - | - |
| ---- | ---- | - | - | - | - | - | - | - |
| 505  | 510  | - | - | - | - | - | - | - |

## Culture locale et patrimoine

### Lieux et monuments
Lieux et monuments :
- Le trou du Duc, grotte à flanc de falaise d'où l'on découvre une belle vue, habitée dès la plus haute antiquité[18].
- Les puits à terre, puits maçonnés semblables à des puits hydrauliques classiques, mais destinés à recueillir les terres des vignes emportées par les eaux de ruissellement. Il suffisait ensuite de les remonter en place[19].
- Le puits Groseille, grande cavité souterraine de 560 m de développement et de 30 m de dénivellation[20].
- En forêt communale d'Arcenant, le site gallo-romain d'Ecartelot, situé sur une voie romaine, comprenant une exploitation agricole et un bassin d'alimentation en eau, rare en Côte-d'Or.
- Un prieuré fortifié du XIIIe siècle.
- Un arbre de la liberté sur la place centrale du village.
- L'église du XIVe siècle.
- Le lieu-dit de la Grotte dans lequel se sont retranchés une centaine de maquisards lors de la Seconde Guerre mondiale.

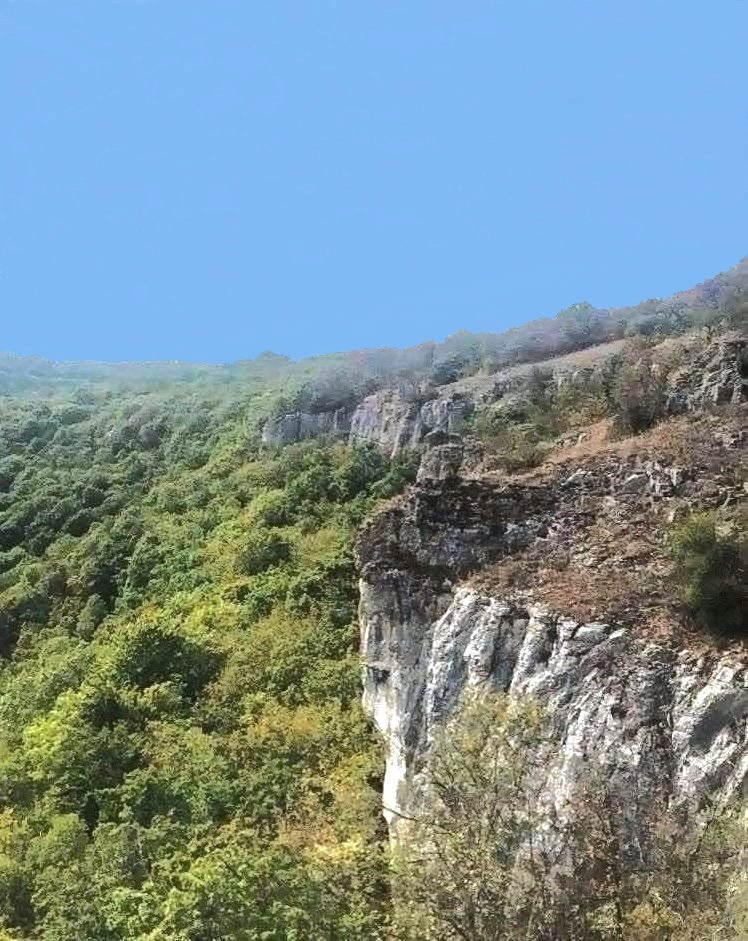
Falaises du Trou du Duc
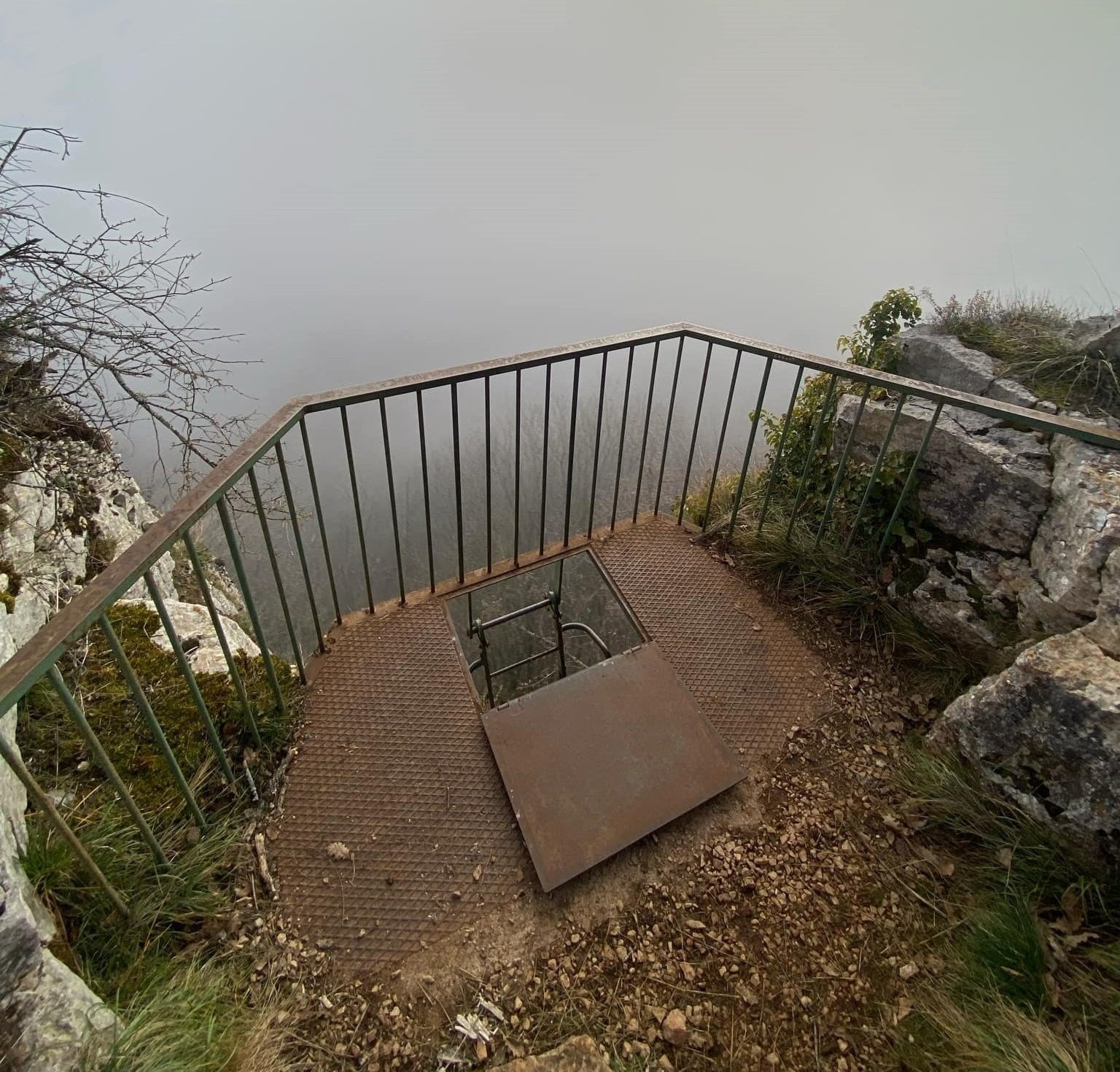
Échelle du Trou du Duc
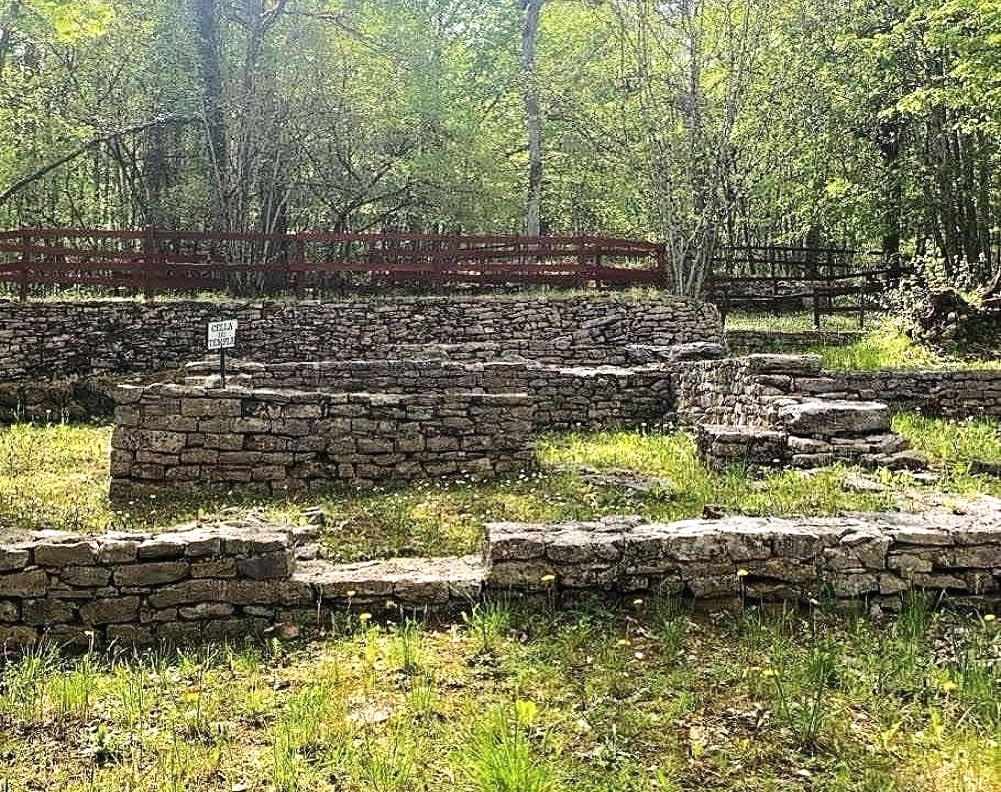
Site Gallo-Romain d'Ecartelot

### Héraldique
| Blason de Arcenant | Blason  | Parti : au 1er bandé d'or et d'azur et à la bordure de gueules, au 2e d'or à la grappe de raisin pourpre, au chef de gueules chargé de trois quintefeuilles d'or. |
| Blason de Arcenant | Détails | Le statut officiel du blason reste à déterminer. |